# نظریه اعداد چندگانه
نظریهٔ اعداد چندگانه (به انگلیسی: Multiplicative number theory) یک زیرمجموعه از نظریه اعداد تحلیلی است که با اعداد اول و با تقسیم‌بندی و تقسیم‌کننده‌ها سر و کار دارد. معمولاً تمرکز بر روی ایجاد فرمول تقریبی برای شمارش این اشیا در زمینه‌های مختلف است. تئوری عدد اول در این موضوع یک نتیجه کلیدی است. طبقه‌بندی موضوعیی ریاضیات برای نظریه عدد چندگانه، 11Nxx است.

## دامنه
تئوری اعداد تکراری در درجه اول در تخمین‌های مربوط به توابع محاسباتی عمل می‌کند. . از لحاظ تاریخی موضوع تحت سلطه عنوان تئوری عدد اول است، ابتدا با تلاش برای اثبات آن و سپس با بهبود در اصطلاح خطا. مسئله تقسیم‌کننده داریچله، برآورد می‌کند که دستور متوسط تابع تقسیم‌کننده (d (n و مسئله دایره گاوس تخمین می‌زند که به‌طور متوسط تعداد عبارات یک عدد به عنوان مجموع دو مربع، همچنان یک مشکل کلاسیک است و دوباره تمرکز بر این است که برآورد خطا را بهبود می‌بخشد.

## متون استاندارد
بخش بزرگی از نظریه اعداد تحلیلی با نظریه چندگانه (ضربی) سر و کار دارد و بنابراین بسیاری از متون آن شامل بخش‌هایی در نظریه چندگانه هستند. این‌ها برخی از متون شناخته شده هستند که به‌طور خاص با نظریه اعداد چندگانه سر و کار دارند:
- Davenport, Harold (2000). Multiplicative Number Theory (3rd ed.). Berlin: Springer. ISBN 978-0-387-95097-6.
- Montgomery, Hugh; Robert C. Vaughan (2005). Multiplicative Number Theory I. Classical Theory. Cambridge: Cambridge University Press. ISBN 978-0-521-84903-6.